# Alberto Rinaldi
Alberto Rinaldi (Buenos Aires, Argentina; 1925 - Buenos Aires, Argentina; 30 de marzo de 2003) fue un actor y director de teatro y televisión ítalo-argentino.

## Carrera
Hijo de la primera actriz argentina Leonor Rinaldi y del administrador y empresario teatral Félix Rinaldi, comenzó a actuar de niño. Le pusieron de nombre Alberto debido a la larga relación de amistad de sus padres con su padrino el dramaturgo, letrista de tango y poeta argentino Alberto Vacarezza. Después de que sus padres se separasen a fines de la década de 1930, tuvo como padrastros a los también actores Gerardo Chiarella y Augusto Codecá.
En cine actuó en más de diez películas comenzando en 1949, con El hombre de las sorpresas junto a Elina Colomer, Francisco Martínez Allende y Eduardo Sandrini. En El hijo de la calle encarnó al mejor amigo de aventuras de Toscanito. Se despide en 1961 con Hijo de hombre junto a Francisco Rabal, Olga Zubarry y Carlos Estrada. A lo largo de tres décadas en la pantalla grande argentina fue dirigido por grandes como Lucas Demare, Leopoldo Torre Nilsson, León Klimovsky, Daniel Tinayre y, sobre todo, por Leopoldo Torres Ríos.
Posteriormente se dedicó exclusivamente a la dirección televisiva, con telenovelas como Carola y Carolina protagonizada por las hermanas Silvia y Mirtha Legrand, Dios se lo pague protagonizada por Víctor Hugo Vieyra y Leonor Benedetto, Mi hermano Javier con  Claudio García Satur, Juan José Camero y Luisina Brando, Un amor como ninguno con Patricia Palmer, Elcira Olivera Garcés y Pachi Armas, y Esa vieja nostalgia, protagonizado por Nora Cárpena, Carolina Papaleo, Juan Carlos Dual, Diego Olivera, Alfonso de Grazia, entre muchas otras. Y en ciclos como Alta comedia desde 1990 hasta 1996.
Además de actuar en varias obras dramáticas, se estrenó como director de teatro con la obra Vidala para un gaucho cobarde actuada por Oscar E. Bazán, Juan Carlos Palma, Carlos Cores, René Farías, Enrique Fava, Osvaldo H. Flores, Lalo Hartich, Elizabeth Killian, Delia Suárez Lang y Jorge Villalba.
Falleció tras una larga enfermedad el domingo 30 de marzo del 2003 a los 82 años de edad.

## Filmografía[5]
Como actor:
- 1961: Hijo de hombre
- 1959: En la ardiente oscuridad
- 1953: El hijo del crack
- 1953: En cuerpo y alma
- 1952: La encrucijada
- 1951: Corazón fiel
- 1950: Marihuana
- 1950: El crimen de Oribe
- 1950: El regreso
- 1949: El nieto de Congreve
- 1949: El hijo de la calle
- 1949: El hombre de las sorpresas

## Televisión[6]
Como director:
- 1996: Fuerte como la muerte.
- 1996: Un solitario corazón .
- 1995: Esa vieja nostalgia.
- 1995: Lo que no nos dijimos
- 1994: Un amor como ninguno.
- 1993: Dale, Loly!.
- 1990/1996: Alta comedia.
- 1985: Situación límite.
- 1982: Gaspar de la noche.
- 1982: Noche estelar
- 1981: Dios se lo pague.
- 1980/1981: Hilda.
- 1980: Romina.
- 1980: Fabián 2 Mariana 0.
- 1977: Mi hermano Javier, por Canal 13.
- 1975: Juan del Sur.
- 1974: Juntos, hoy y aquí.
- 1973: Mi amigo Andrés.
- 1973: La chispa del amor.
- 1972: María y Eloísa.
- 1971: Vendedor de ilusiones.
- 1971: La luna sobre el circo.
- 1971: Narciso Ibáñez Menta presenta.
- 1970: El Monstruo no ha muerto.
- 1970: El robot.
- 1969: El sátiro.
- 1968: Matrimonios... y algo más.
- 1968: Hay que matar a Drácula
- 1967: Gran Hotel Carrousell.
- 1966/1967: Tres destinos.
- 1966: Carola y Carolina.
- 1962: La familia Falcón.

## Teatro
Como actor:
- La isla de los peces azules
- Los chismes de las mujeres
- Marta Ferrari
- Señora Arroyo Precioso

Como director:
- Vidala para un gaucho cobarde